# Граф Каргемптон

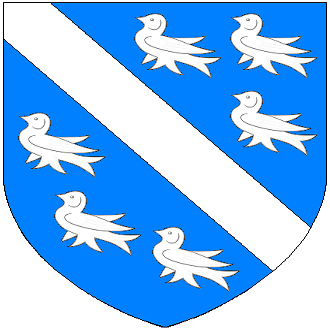
Герб графів Каргемптон.

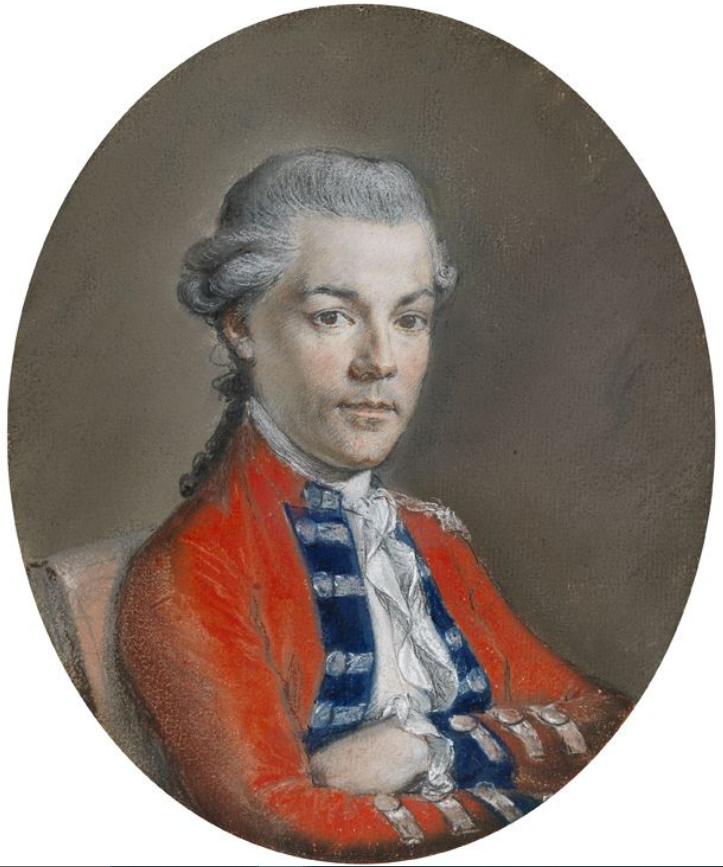
Генрі Лоуз Латтрелл (1743 — 1821), 2-й граф Каргемптон.

Граф Каргемптон — аристократичний тил в Ірландії в часи англійського владарювання, титул перства Ірландії. Титул графа Каргемптон створений у 1785 році для Саймона Латтрелла, І віконта Каргемптона. На той час Саймон Латтрелл уже володів титулом барона Ірнем з Латтреллстауна, що в графстві Дублін з 1768 року та титулом віконта Каргемптон з Каслгейвена, що в графстві Корк з 1781 року. Ці титули були також з перства Ірландії. Він був сином Генрі Латтрелла. 
Його дочка Енн Гортон стала дружиною принца Генрі, герцога Камберленда і Стратерна (брата тодішнього короля Великобританії та Ірландії Георга III). Титул лорда Каргемптона успадкував його старший син, що став II графом Каргемптон. Він був генералом британської армії та служив головнокомандувачем британських військ в Ірландії з 1796 по 1798 рік. Він був бездітним, і його спадкоємцем став його молодший брат, III граф Каргемптон. Він був капітаном Королівського флоту, а також був депутатом парламенту від Стокбриджа. Він одружився перший раз з Єлизаветою Олміус (померла в 1796 р.), донькою Джона Олміуса, І барона Волтема, і в 1787 році за королівською ліцензією прийняв додаткове прізвище Олміус. У лорда Каргемптона не було синів, і титули припинили своє існування після його смерті в 1829 році. Уже того ж року Георг IV запропонував відродити титул графа Каргемптон на користь сера Сімеона Стюарта, V баронета Стюарт, сина сера Сімеона Стюарта, IV баронета Стюарт, та його дружини леді Френсіс Марії, дочки III графа Каргемптон. Однак пропозиція була відхилена. Каргемптон — село приблизно в одній милі від Данстера, Сомерсет.

## Графи Кархемптон
- Саймон Латтрелл, І граф Каргемптон (1713 — 1787)
- Генрі Лоуз Латтрелл, II граф Каргемптон (1743 — 1821)
- Джон Латтрелл-Олміус, III граф Каргемптон (1739 — 1829),

## Дивись також
Латтреллський псалтир